# Escotín
En náutica, el escotín es el cabo de laboreo de las gavias, juanetes y sobrejuanetes, cuyo objeto es análogo al de las escotas, salvo que estas velas sujetan sus puños bajos a los penoles de las vergas inferiores. 
Son de cáñamo en general, pero en las gavias a veces son de cadena. Se hacen firmes al puño de la vela, pasan por una roldana que la verga inferior tiene en la proximidad de su penol, por un motón de la cruz y  a lo largo del palo bajan a cubierta.